# Vila Barcelona (bairro de Varginha)
Vila Barcelona é um bairro da cidade de Varginha, Minas Gerais, Brasil. Foi o primeiro bairro de Varginha com característica operária, formado entre o final da década de 1920 e início da década de 1930.

No bairro fica localizada a Paróquia de São José.